# Psaume 87 (86)

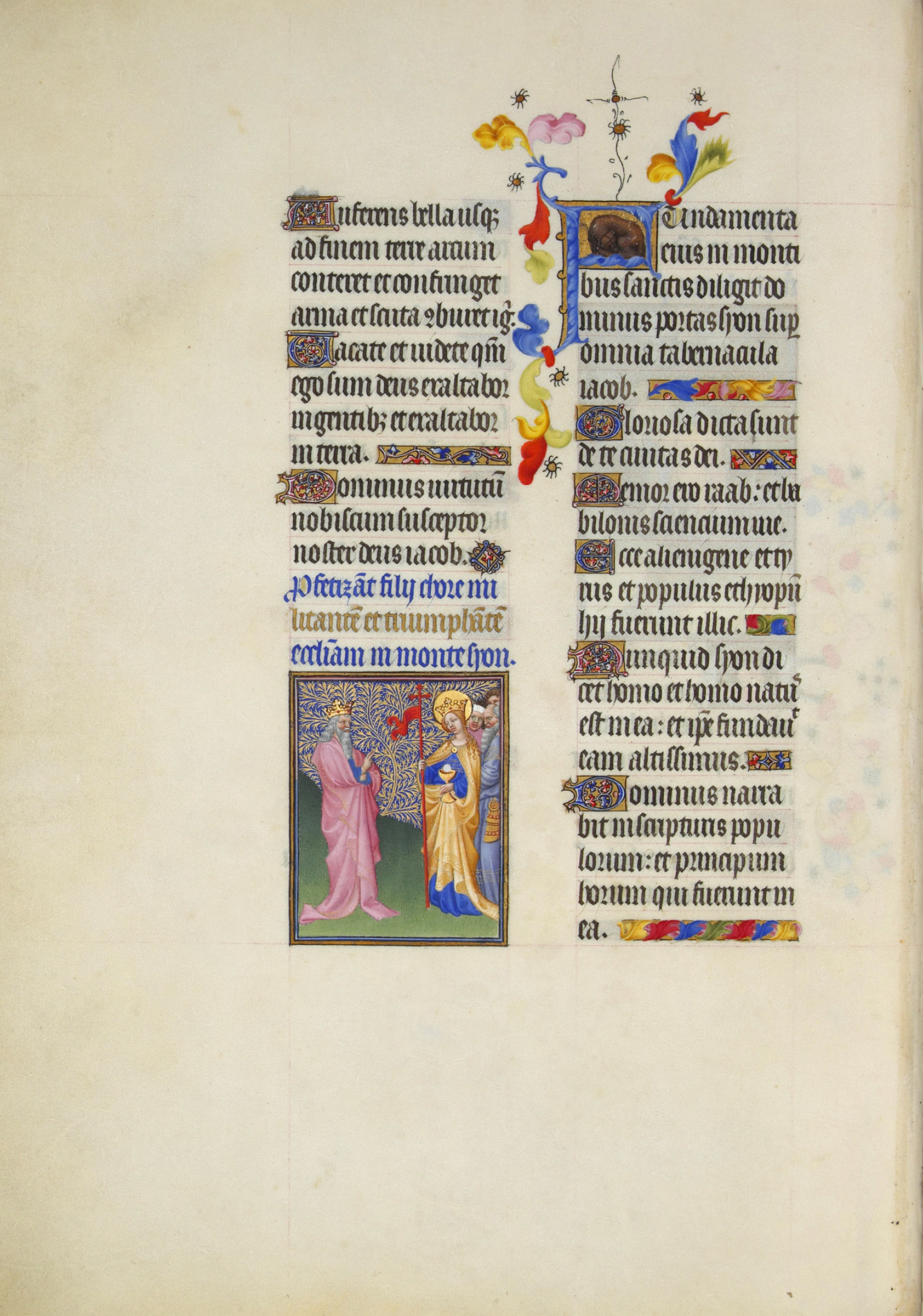
Psaume 87, Très Riches Heures du Duc de Berry.

Le psaume 87 (86 selon la numérotation grecque), attribué aux fils de Coré, exprime le contraste entre Sion et les cités puissantes de l'antiquité : l'Égypte, Babylone, ou Tyr.

## Texte
| verset | original hébreu                                         | traduction française de Louis Segond | Vulgate latine                                                                                             |
| ------ | ------------------------------------------------------- | --- | --- |
| 1      | לִבְנֵי-קֹרַח, מִזְמוֹר שִׁיר: יְסוּדָתוֹ, בְּהַרְרֵי-קֹדֶשׁ                  | [Des fils de Koré. Psaume. Cantique.] Elle est fondée sur les montagnes saintes.                                                                        | [Filiis Core psalmus cantici] Fundamenta eius in montibus sanctis                                          |
| 2      | אֹהֵב יְהוָה, שַׁעֲרֵי צִיּוֹן-- מִכֹּל, מִשְׁכְּנוֹת יַעֲקֹב                  | L’Éternel aime les portes de Sion plus que toutes les demeures de Jacob.                                                                                | Diligit Dominus portas Sion super omnia tabernacula Iacob                                                  |
| 3      | נִכְבָּדוֹת, מְדֻבָּר בָּךְ-- עִיר הָאֱלֹהִים סֶלָה                        | Des choses glorieuses ont été dites sur toi, ville de Dieu ! [Pause]                                                                                    | Gloriosa dicta sunt de te civitas Dei [diapsalma]                                                          |
| 4      | אַזְכִּיר, רַהַב וּבָבֶל-- לְיֹדְעָי:הִנֵּה פְלֶשֶׁת וְצֹר עִם-כּוּשׁ; זֶה, יֻלַּד-שָׁם | Je proclame l’Égypte et Babylone parmi ceux qui me connaissent ; voici, le pays des Philistins, Tyr, avec l’Éthiopie : C’est dans Sion qu’ils sont nés. | Memor ero Raab et Babylonis scientibus me ecce alienigenae et Tyrus et populus Aethiopum hii fuerunt illic |
| 5      | וּלְצִיּוֹן, יֵאָמַר-- אִישׁ וְאִישׁ, יֻלַּד-בָּהּ;וְהוּא יְכוֹנְנֶהָ עֶלְיוֹן       | Et de Sion il est dit : Tous y sont nés, et c’est le Très-Haut qui l’affermit.                                                                          | Numquid Sion dicet homo et homo natus est in ea et ipse fundavit eam Altissimus                            |
| 6      | יְהוָה--יִסְפֹּר, בִּכְתוֹב עַמִּים: זֶה יֻלַּד-שָׁם סֶלָה                   | L’Éternel compte en inscrivant les peuples : c’est là qu’ils sont nés. [Pause]                                                                          | Dominus narrabit in scriptura populorum et principum horum qui fuerunt in ea [diapsalma]                   |
| 7      | וְשָׁרִים כְּחֹלְלִים-- כָּל-מַעְיָנַי בָּךְ                              | Et ceux qui chantent et ceux qui dansent s’écrient : toutes mes sources sont en toi.                                                                    | Sicut laetantium omnium habitatio in te                                                                    |

## Thème du psaume
Sion est le nom cananéen de la petite colline située entre la vallée du Cédron et celle du Tyropœôn. Elle se trouve au sud de la vieille ville de Jérusalem. David en fit sa capitale, et elle fut le lieu de la construction du Premier Temple de Jérusalem par Salomon. Le psaume part de la fonction de Sion et élargit sa base en soulignant la renommée de cette ville. Selon une perspective universaliste, elle devient la mère de tous les peuples.

## Datation
Habituellement, le psaume est daté de l'époque perse, car il a dû être rédigé à une époque où Israël devait avoir une grande expansion jusqu'en Éthiopie. Friedrich Baethgen et Hans Keßler datent le psaume de l'époque pré-exilique en raison de la mention de la ville de Babel.

## Usages liturgiques

### Dans le christianisme

#### Chez les catholiques
Ce psaume était traditionnellement récité ou chanté lors de l'office de matines du vendredi, selon la règle de saint Benoît fixée vers 530. 
Dans la liturgie des Heures actuelle, le psaume 87 est chanté ou récité aux laudes le jeudi de la troisième semaine.

## Mise en musique
Marc-Antoine Charpentier a composé vers 1680, un "Fudamenta ejus in montibus sanctis", H.187 pour 3 voix et basse continue.